# Milan Bor
Milan Bor, né en 1936 à Prague et décédé le 14 mai 1998 à Berlin, est un ingénieur du son allemand. Il a été nommé pour un Oscar du meilleur son pour le film Das Boot.

## Filmographie partielle
- 1981 : Das Boot
- 1993 : Stalingrad